# Любовь (фильм, 2011)
«Любовь» (англ. Love) — американский малобюджетный фантастический художественный фильм режиссёра Уильяма Юбэнка, поставленный по собственному сценарию. Для Юбэнка картина стала режиссёрским дебютом, и во время работы над ней он также выполнял обязанности кинооператора. В качестве продюсеров выступил коллектив рок-группы Angels & Airwaves, в частности её основатель Том Делонг.
Мировая премьера фильма состоялась 2 февраля 2011 года на 26-м ежегодном Международном кинофестивале в Санта-Барбаре, а позже фильм был показан и на Международном кинофестивале в Сиэтле, Fantasia 2011 и ряде других фестивалей по всему миру. 10 августа 2011 года был показан в 460 кинотеатрах США в рамках акции «Love Live».
По сюжету фильма астронавт теряет связь с Землёй и застревает на станции в полном одиночестве. «Любовь» поднимает вопросы психологических последствий изоляции, тем самым подчеркивая важность человеческого общения в целом и любви в частности. Кроме того, сюжет затрагивает хрупкость существования самого человечества: главный герой фильма наблюдает разворачивающийся на планете апокалипсис с борта станции, и размышляет о важности сохранения истории как наследия человеческого вида. Тема конца света была вдохновлена книгой «Голубая точка» астронома Карла Сагана.

## Сюжет
Во время одной из битв Гражданской войны в США, один из солдат армии Союза капитан Ли Бриггс отправляется с миссией по расследованию падения некого загадочного объекта, о котором сообщает его командир. Отправляясь, он рассуждает о смысле жизни и смерти.
175 лет спустя, в 2039 году, астронавт США Ли Миллер (Ганнер Райт) в одиночку отбывает на Международную космическую станцию (МКС), чтобы проверить, безопасна ли она для использования, так как два десятилетия станция по неизвестным причинам была заброшена. Вскоре после прибытия на борт на Земле вспыхивают некие события, в результате которых Миллер теряет связь с ЦУПом и оказывается предоставленным самому себе на орбите Земли, вынужденный беспомощно наблюдать за событиями на планете из иллюминаторов на высоте в 200 миль. Миллер изо всех сил пытается сохранить рассудок, находясь в изоляции и в числе прочих занятий просматривает фотоснимки бывших членов экипажа МКС, некогда оставленных на борту станции.
Когда на станции случаются сбои в подаче электроэнергии, Миллер отправляется в негерметичный модуль, чтобы выполнить ремонт, и обнаруживает журнал капитана Бриггса, датированный 1864-м годом. Миллер читает и восторгается отчётом Бриггса о событиях Гражданской войны, а также таинственной миссии по поиску неизвестного объекта, не осознавая, что через некоторое время он сам гораздо ближе познакомится с тем же самым объектом.
В 2045 году, через шесть лет после потери связи с Центром управления и отказа кислородной системы внутри МКС, Миллер надевает скафандр и решает выйти в открытый космос, рассуждая, что ему будет проще отсоединить свой трос, медленно дрейфовать по направлению к Земле и сгореть в атмосфере, чем медленно задохнуться на борту МКС. Однако он обнаруживает, что всё-таки не готов совершить самоубийство.
Предположительно, проходит ещё несколько лет: волосы у Миллера стали очень длинными, на всё своё тело он нанёс нечто вроде татуировок. Он нарисовал массу рисунков по описаниям из дневника Бриггса и развешал их по всей внутренней части станции. Миллер совсем перестал убираться и тесные помещения его обиталища стали похожи на звериное логово, что объясняется его пошатнувшимся здравомыслием из-за многолетнего одиночества. Он постоянно фантазирует, разговаривает сам с собой, видит галлюцинации.
Наконец, с Миллером связывается некто извне, он получает инструкции о стыковке и переходе на другое космическое судно. Он проделывает все необходимые операции, проходит через шлюз и оказывается в странном гигантском необитаемом строении со множеством дверей, похожем на гостиницу. Однако не ясно точно, происходят ли события в реальности, либо это всё плод больного воображения Миллера, который за долгое время изоляции вполне мог полностью потерять разум. Миллер в скафандре бродит по коридорам и залам, пока не обнаруживает сервер мэйнфрейма, где находит книгу под названием «История любви, рассказанная тобой». В этой книге он находит изображения капитана Ли Бриггса с его находкой — гигантским кубическим внеземным объектом, который, возможно, помог развитию человеческого общества. В указателе книги Миллер неожиданно находит ссылку на самого себя и вводит её в командную строку компьютера. Затем он переносится в обычный гостиничный номер, он одет в костюм, скафандр сложен на кровати рядом. Вдруг странный бестелесный голос обращается к нему:
Как дела, Ли? Извините за эту проекцию, но это единственный способ связаться с вами. Мы не можем сказать вам, как мы рады видеть вас здесь. Теперь, прежде чем мы начнём, нужно вам кое-что сообщить. Ты последний, всё пропало. Мы понимаем, что вы можете чувствовать. Общение — это, пожалуй, самое дорогое, что нужно любому живому существу. Но в том-то и дело. Вот почему мы слушали. Место, которое вы здесь видите, представляет собой своего рода хранилище всех воспоминаний, даже самых незначительных о недолгом существовании человечества. Хорошо, что мы тебя нашли. Мы с нетерпением ждем встречи с вами, Ли.
Во время обращения к Миллеру зрителю демонстрируется тот же кубический объект в космосе в 2045 году и сюрреалистические кадры с фигурой Миллера на фоне космических далей. Фильм заканчивается голосом компьютера, говорящим о взаимоотношениях людей друг с другом, и собственно любви.

## Съёмки
Макет космической станции, использованный для фильма, был возведён на заднем дворе родителей Уильяма Юбэнка. В видеоролике о его создании, загруженном в его аккаунт Vimeo, Юбэнк подробно описывает конструкцию набора и перечисляет различные материалы для изготовления, по факту являющиеся мусором: упаковочный материал, МДФ, контейнеры-термосы, липучки-застёжки, строительную изоляцию, стекловату, неисправные рождественские гирлянды и другие подобные вещи. По словам Тома Делонга, съёмочная группа вначале собиралась арендовать космическую станцию, созданную для какого-нибудь другого фильма, но вместо этого всё-таки решила построить свою из утилизированных материалов по причине экономии.

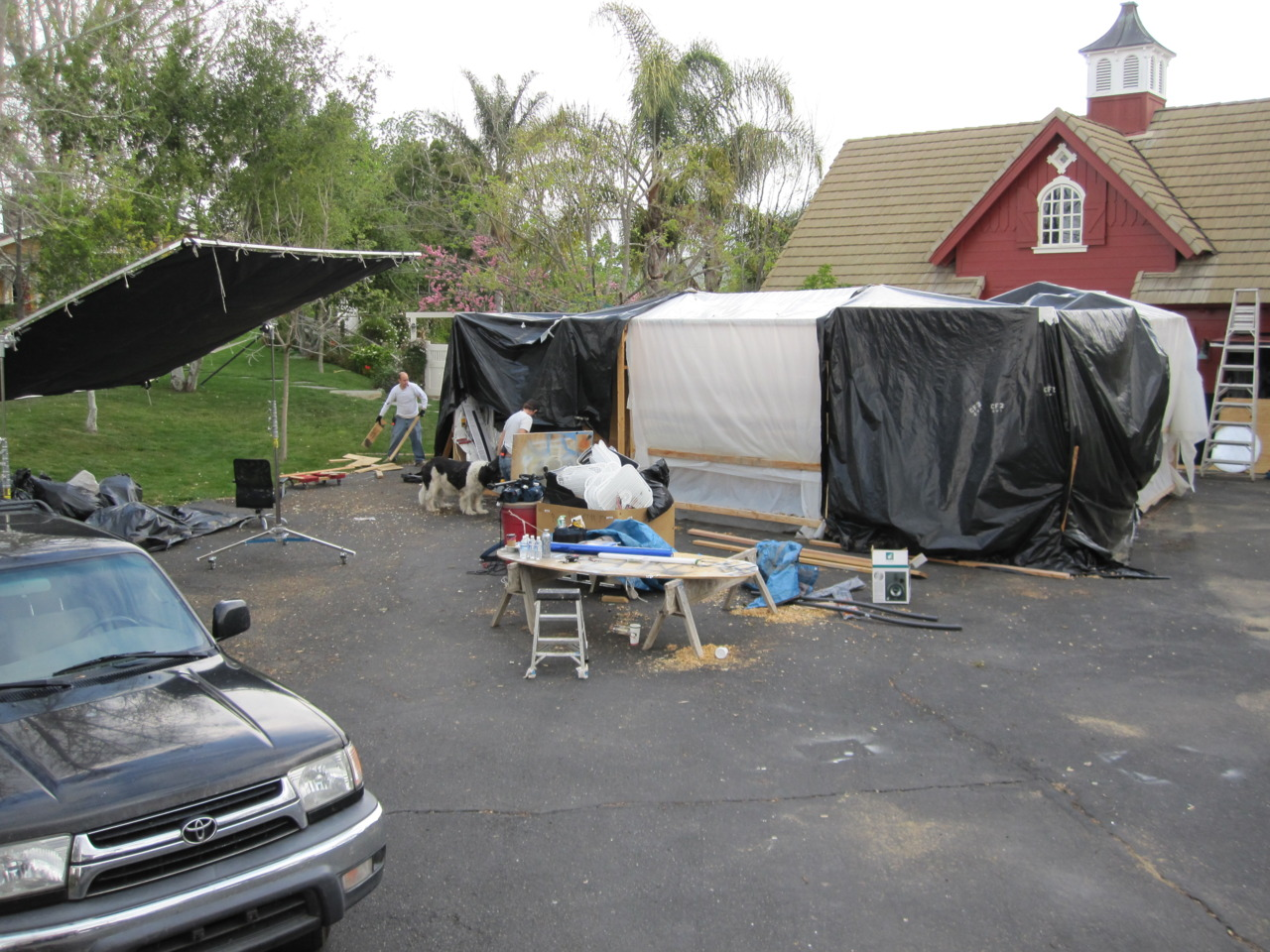
Вид макета станции снаружи
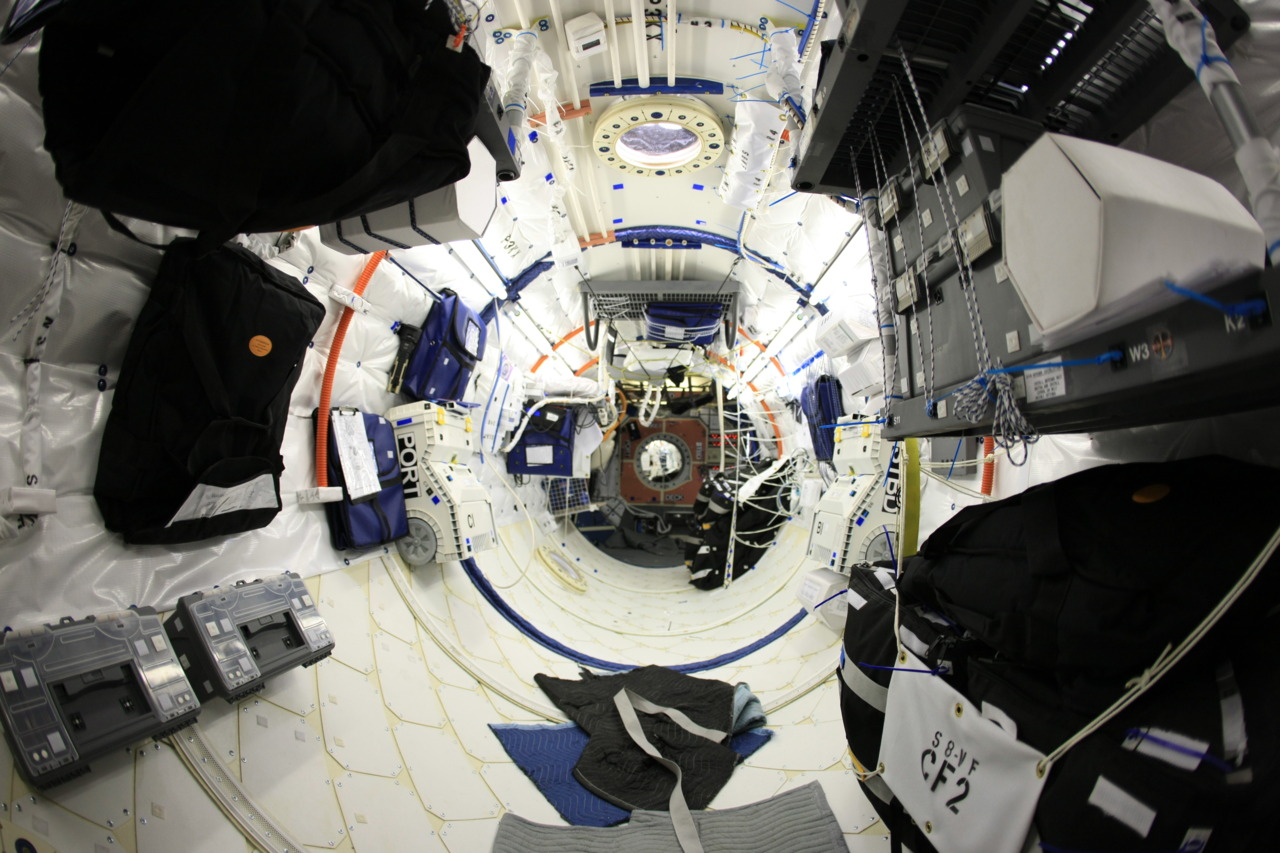
Внутренний интерьер

Ранние тизер-трейлеры были выпущены в 2007 и 2009 годах. 10 января 2011 года финальный трейлер фильма был выпущен на Apple Trailers. Релиз этого трейлера был освещён на нескольких отраслевых веб-сайтах. Основываясь на выборе стиля, представленном в трейлере фильма, рецензенты отмечали сходство с «Космической одиссеей 2001», «Луной 2012» и «Солярисом».